# Domagnano
Domagnano – jeden z 9 zamków w San Marino. Czwarty co do wielkości w kraju. W 2012 roku liczył 3256 mieszkańców.